# Michel Rob
Michel Rob est un acteur français né à Paris, le 18 avril 1937 et mort le 29 mai 1992 dans la même ville, qui a fait toute sa carrière dans des rôles d'enfants ou d'adolescents.

## Filmographie
- 1946 : Vertiges de Richard Pottier
- 1947 : Danger de mort de Gilles Grangier
- 1947 : La Révoltée de Marcel L'Herbier - Le petit Georges
- 1950 : Sous le ciel de Paris de Julien Duvivier - Pirate, le jeune garçon
- 1950 : Souvenirs perdus de Christian-Jaque - Un gosse
- 1952 : Monsieur Leguignon lampiste de Maurice Labro - Un gosse du quartier
- 1952 : La Minute de vérité de Jean Delannoy
- 1952 : Rire de Paris de Henry Lepage